# Галлиен
Пу́блий Лици́ний Эгна́ций Галлие́н, более известный в римской историографии как Галлие́н (лат. Publius Licinius Egnatius Gallienus) — римский император с августа 253 по июль-август 268 года.
Галлиен был сыном императора Валериана I. Хотя Галлиен был образованным человеком и деятельным реформатором, но на его правление пришелся один из самых сложных периодов в истории империи: со всех сторон она подвергалась нападениям внешних противников.
Западная часть империи, которой Галлиен управлял при своём отце, страдала от постоянных вторжений алеманнов и франков, причём первые в своих набегах сумели проникнуть даже в Италию, а последние опустошали римскую территорию вплоть до Южной Испании; морское побережье разорялось саксами, а маркоманам удалось добиться от Галлиена уступки части Верхней Паннонии.
Не меньший ущерб потерпели и восточные провинции государства от вторжений готов, персов и других народностей, населявших побережье Чёрного моря. В течение последних восьми лет правления Галлиена на западе был возведён на престол целый ряд военачальников провинциальных войск. Эту эпоху ещё древние историки стали называть временем тридцати тиранов (аналогия с афинскими тридцатью тиранами). В 268 году Галлиен погиб в результате заговора во время борьбы с одним из этих узурпаторов Авреолом, провозглашённым императором ретийскими легионами.
Галлиен носил следующие победные титулы: «Германский Величайший» — с 257 года, «Дакийский Величайший» — с 257 года, «Парфянский Величайший» и «Персидский Величайший» — с 264 года. Власть трибуна получал 16 раз (в 253 году — дважды: в августе и 10 декабря, затем ежегодно 10 декабря). Имел титул «Отец Отечества». Консул 254, 255, 257, 261, 262, 264, 266 годов. Полный титул к моменту смерти: Император Цезарь Публий Лициний Эгнаций Галлиен Август Феликс Пий.

## Ранняя жизнь и карьера
Точная дата рождения Галлиена остаётся неизвестной. Византийский историк Иоанн Малала и анонимный автор «Извлечений о жизни и нравах римских императоров» сообщают, что на момент кончины Галлиену было пятьдесят лет. Таким образом, годом рождения будущего императора можно считать 218 год. Однако историк Йона Лендеринг относит рождение Галлиена к 213 году. Скорее всего, Галлиен родился в Этрурии. Йона Лендеринг выдвигает предположение, что родиной императора был этрусский город Фалерии так как там было обнаружено множество надписей, упоминающих представителей рода Эгнациев. Отцом Галлиена был принцепс сената и консуляр Публий Лициний Валериан, а матерью — Эгнация Мариниана, дочь легата Аравии Петрейской Эгнация Виктора Мариниана.
В юности Галлиен, по всей видимости, получил хорошее образование, изучал латинский и греческий языки. До прихода к власти Галлиен служил в армии, но также частично прошёл и cursus honorum, хотя должности консула или претора он не достиг по причине молодости, вероятно, занимая должности квестора и эдила. Он вполне мог принимать участие в персидском походе Гордиана III и готской войне Деция Траяна.

## Правление

### Соправитель Валериана (253—259)
В 253 году войско провозгласило Валериана императором после убийства предыдущих правителей Требониана Галла и Волузиана. Тогда в Риме солдаты убили узурпатора Эмилиана, а сенат объявил находившегося в столице Галлиена цезарем, желая угодить Валериану. По прибытии в Рим Валериан возвысил своего сына до ранга августа. На протяжении всего совместного правления Галлиен играл важную роль. Первоначально они правили вместе с отцом. Затем Галлиен провозгласил августой свою жену, Корнелию Салонину.
В следующем году Галлиен стал первый раз консулом вместе с Валерианом. Когда поступили первые сообщения о крупных волнениях среди германских племен, он отправился на рейнскую границу. Монеты, выпущенные в течение первых трёх лет его правления, свидетельствуют о нескольких победах: по всей видимости, ему удалось удерживать германские племена на расстоянии от Рейна, а те, кто пытались перейти рейнский лимес, были разбиты. В это время Галлиен укрепил ряд римских крепостей на левом берегу реки и основал новый монетный двор в Августе Тревиров. Принятый им титул «Дакийский Величайший» указывает на то, что ему пришлось отражать нападения племени карпов, вторгшихся в Дакию, хотя, принимая такой титул, он, видимо, преувеличил свой успех, поскольку контроль Рима (по крайней мере, над частью этих земель) был в это время значительно ослаблен. В 255 году ситуация улучшилась, и Галлиен праздновал свою победу, приняв титул «Германский Величайший». В начале 256 года Валериан, намереваясь обеспечить продолжение своей династии, присвоил старшему сыну Галлиена, Валериану II, титул цезаря, а спустя примерно два года, после того, как он умер при загадочных обстоятельствах, на это место выдвинули его брата Салонина.
В 256 или в 257 году Валериан и Галлиен были вынуждены поделить империю между собой из-за угрозы, которой подверглись одновременно европейские и азиатские границы. Валериану достался восток империи, а Галлиену — запад. В 257 году франки и алеманны одновременно пересекли Рейн и вторглись в Галлию и Германию. Они были не так опасны, как готы, которые превосходили их своей организованностью, однако разрушили испанскую столицу Тарракон и дошли до Тингиса на побережье Северной Африки. Валериан же отправился на восток, чтобы вести войну против персов. Поскольку Галлиен оказался в тяжелом положении, то он назначил своего сына-подростка Валериана II правителем балканских провинций, отдав его под руководство Ингенуя, который после смерти Валериана II в 257 году восстал, но был разбит Ацилием Авреолом и убит при попытке к бегству. В 258 году франки и алеманны были разбиты, и Галлиен присвоил себе во второй раз титул «Германского Величайшего». После смерти Валериана Младшего Галлиен назначил цезарем своего младшего сына Салонина, который был отправлен в Колонию Агриппину (современный Кёльн) под опеку префекта претория Сильвана и военачальника Постума.
Сложная ситуация возникла также в Мавретании и Северной Африке, где происходили антиримские восстания. В конечном итоге в 259 (или 260) году была одержана победа при поддержке Legio III Augusta. Начальник легиона Гай Макрин Дециан возвел памятник в честь победы.
Одновременно постоянно тревожили приграничные крепости в Реции алеманны, а в 258 году они сумели вторгнуться в Италию через Бреннеров перевал. Галлиен, находившийся в Галлии, отправился туда, чтобы отразить их нападения, и, судя по всему, одержал крупную победу у Медиолана, где около 259 года основал монетный двор. Он также предпринимал попытки справиться с германской угрозой дипломатическим путём. Так, бойгемским маркоманнам он разрешил образовать государство к югу от их родных земель на римском берегу Дуная, а сам Галлиен, как сообщают, вступил во второй брак с дочерью их вождя. Примерно в то же время на Десятинные поля, стратегически важный выступ между Верхним Рейном и Верхним Дунаем, напало другое германское племя, свевы, после чего Рим потерял эти территории навсегда. В том же году готы вторглись в Малую Азию и на побережье Чёрного моря, разоряя римские города.

### Самостоятельное правление (260—268)
В 260 году Валериан потерпел поражение в битве при Эдессе против персов, а при попытке вести переговоры был предан своими приближенными и в результате этого пленён. С этого времени Галлиен правил единолично. Он даже не предпринял никакой попытки вызволить своего отца из плена: по его мнению, не было необходимости платить большие выкупы, чтобы освободить одного человека. Галлиен остановил гонения своего отца на христиан, были сняты некоторые ограничения их в правах.
После победы над Валерианом персидская армия захватила Нисибис, Карры и Эдессу. После этого она пыталась взять приступом Антиохию, Тарс и некоторые города Месопотамии. А Кесарию в Каппадокии, несмотря на доблесть и мужество её защитников, персы получили благодаря предательству. Макриан, один из участников войны Валериана против персов, попытался собрать остатки римской армии у Самосаты. Его поддержал префект претория Баллиста, который внезапным ударом разбил Шапура I у Корика на киликийском побережье и вынудил его отступить к Евфрату. Кроме того, на Галлию и бассейн реки Дунай напали варвары, от которых империя не была в состоянии защититься. В это время в провинциях стали появляться самопровозглашенные императоры, известные как тридцать тиранов.

#### Дунайские узурпаторы
Когда весть о поражении Валериана распространилась на всю империю, полководец Ингенуй, ссылаясь, очевидно, на опасность со стороны варваров и бездействие Галлиена, побудил солдат объявить себя императором в Паннонии. Войска Ингенуя были разгромлены Авреолом в битве при Мурсе, в Паннонии. Сам он пытался бежать, но был убит своими же солдатами. Вспыхнуло восстание, вероятно, в 260 году, но предполагается и 258 год, когда внезапно умер Валериан II.
Вскоре после восстания Ингенуя его легионы провозгласили императором Регалиана, который выпускал в Карнунте монеты со своим именем и именем своей жены Сульпиции Дриантиллы, принадлежавшей к влиятельному сенаторскому роду. Через несколько недель Галлиен разгромил и его (возможно, Регалиана убили роксоланы), а в 262 году, после отражения нападения на Верхнюю Паннонию сарматских роксоланов, основал в Сисции новый монетный двор.

#### Восстание Макрианов
Полководец Макриан, разбивший персов при Корике, сначала остался верен Галлиену, но затем разочаровался в нём из-за того, что тот не воевал с Шапуром. Поэтому префект претория Баллиста предложил Макриану Старшему стать императором, восстав против Галлиена. Макриан, однако, отказался от императорского титула, ссылаясь на физическое увечье, и августами были провозглашены два его сына, Макриан Младший и Квиет. Это произошло в августе 260 года. Египет и Сирия поддержали Макрианов, и здесь чеканились монеты в их честь. Весной 261 года два Макриана отправились походом на Рим, намереваясь отобрать власть у Галлиена, а Квиета и Баллисту оставили на Востоке для поддержания порядка. Осенью полководец Авреола Домициан (возможно, будущий узурпатор Домициан II) разбил Макрианов. После поражения Макрианы были убиты, а Квиет и Баллиста также погибли в борьбе с царём Пальмиры Оденатом.
Галлиен делал всё возможное, чтобы сохранить восточные провинции. Поэтому он пошёл на следующий шаг. В награду за победу над Квиетом император назначил Одената своим соправителем в Азии с титулом Августа и «вождя Востока», а также прислал в подкрепление многотысячное войско. Галлиен был не в состоянии устроить новый поход на персов, поэтому этим занимался Оденат. В 262 году царь Пальмиры отправился походом против персов в Месопотамию. Он отбил Нисибис и Карры и преследовал противника до самой столицы — Ктесифона. В 266 году Оденат организовал второй поход против персов и осадил Ктесифон, но вскоре был убит в результате заговора.

#### Восстание Валента
Валент был правителем провинции Ахайи и, возможно, Македонии. Когда узурпаторы Макрианы направлялись на Запад для борьбы с Галлиеном, им пришлось иметь дело с лояльными императору людьми — в частности, Валентом. Как сообщает «История Августов», Макриан Старший послал против Валента некого Пизона (большинство современных исследователей склоняются к выводу, что последний — вымышленная личность). В ответ войска, которыми командовал Валент, провозгласили его императором. Произошло это либо в Македонии, либо в Фессалониках (так как Аммиан Марцеллин называет Валента «Фессалоникийским», хотя «История Августов» переносит это прозвище на Пизона). «История Августов» сообщает, что Валент отправил убийц к Пизону, которые устранили этого соперника. Однако вскоре сам Валент был убит собственными солдатами из-за неизвестных причин.
Также неизвестно, что двигало Валентом при его узурпации — вынужденная необходимость или надежды на получение власти. Нумизматических свидетельств его правления пока не обнаружено.

#### Мятеж Муссия Эмилиана
Луций Муссий Эмилиан был префектом Египта. Он поддержал восстание Макриана против Галлиена (260—261). После поражения Макриана, вероятно, сам объявил себя императором. Галлиен послал полководца Аврелия Феодота против Эмилиана. После короткой борьбы Эмилиан был побежден (не позднее 30 марта 262), схвачен и несколько позже задушен в тюрьме. Также был убит некий Мемор, который поддержал Эмилиана и отвечал за поставки зерна в Рим.

#### Вымышленные узурпаторы в правление Галлиена
В правление Галлиена было три вымышленных узурпатора: Требеллиан, Цельс и Сатурнин. Их биографии известны благодаря ненадёжной «Истории Августов». Требеллиан был провозглашён императором в Исаврии (Малая Азия). По «Истории Августов» Требеллиан контролировал также и Киликию, но был разгромлен и убит полководцем Галлиена Камсисолеем (брат Аврелия Феодота, разгромившего Муссия Эмилиана). Евтропий также упоминает о неком Требеллиане, но, возможно, он спутал имена, и этим Требеллианом был Регалиан.
Также упоминается и Цельс, являвшийся в прошлом трибуном. Проконсулом Африки Вибием Пассиеном за справедливость и свой рост Цельс был провозглашен императором, а главнокомандующим ливийской границы Фабием Помпонианом он был облачен в одежду богини Целестины. Сообщается, что Цельс после семи дней правления был убит некой Галлиеной, двоюродной сестрой императора Галлиена, и что его тело было брошено собакам на съедение.
Сатурнин был провозглашен императором войсками, но вскоре был убит из-за чрезмерной строгости своими же солдатами.

#### Восстание Постума
В отсутствие Галлиена в Галлии правил его сын Салонин. Фактически, Салонину принадлежала лишь номинальная власть, а политические дела решал, по всей видимости, его наставник — префект претория Сильван. Это положение дел оказалось роковым для них обоих. После ссоры Сильвана и полководца Постума, последний собрал свои отряды и осадил Салонина и Сильвана в Колонии Агриппине, где Салонин демонстративно был провозглашен Августом и соправителем отца, о чём свидетельствует единственная сохранившаяся золотая монета. После захвата города Салонин был схвачен и убит вместе с Сильваном. Затем Постум объявил себя императором так называемой Галльской империи. Его признали Нижняя Германия, Галлия, Испания, Британия. Он назначил префекта претория и двух консулов, организовал сенат. Галлиен, незадолго до того получивший тяжелое ранение, не смог сколько-нибудь действенно противостоять ему.

#### Империя в 262—265 годах
К концу 262 года ситуация в империи более или менее стабилизировалась. В том году готами был совершён набег, подробно описанный историком Иорданом:
«Дав волю своему буйству, Респа, Ведук и Тарвар, предводители готов, взяли корабли и, переправившись через пролив Геллеспонтский, перешли в Азию; в этой провинции они разграбили много городов, а в Эфесе сожгли славнейший храм Дианы… Перейдя в область Вифинии, они разрушили Халкедон … При такой удаче готы, вторгшиеся в области Азии, забрав добычу и награбленное, снова переплывают Геллеспонтский пролив; по пути они разоряют Трою и Илион, которые, едва успев лишь немного восстановиться после Агамемноновой войны, снова оказались разрушенными вражеским мечом. После такого разорения Азии испытала их зверство Фракия».
Тогда Галлиен устроил большие торжества, названные деценалиями, и триумф, в котором приняли участие сенаторы, эквиты, гладиаторы и солдаты. Устроенные развлечения сильно подняли популярность Галлиена. Торжества напомнили празднества в честь 1000-летия Рима в 248 году, проведённые тогдашним императором Филиппом Арабом. Галлиена стали отождествлять с Юпитером. Он также присвоил себе покровительство Аполлона, Дианы и Солнца. Изображения этих богов стали чеканиться на римских монетах.
В 262—265 годах положение империи было относительно стабильным, и поэтому Галлиен решил посвятить время философии, особенно платонизму. Галлиен интересовался не только философией, но и греческой литературой, поэзией и искусством. Он пытался сам писать стихи.
Галлиен и Салонин как правители покровительствовали культурному движению, названному в современной науке Галлиеновым Ренессансом. Император находился в дружбе с философом Плотином, отдавая предпочтение учению последнего. Ученик Плотина Порфирий рассказывает, что Плотин предпринял неудачную попытку осуществить идею платоновского государства — основать город философов, Платонополь, который явился бы центром религиозного созерцания. Скульптура периода правления Галлиена делалась в новом стиле, в котором подчёркивается божественность императора. Этот стиль стал более абстрактным. В 264 году Галлиен также посетил Афины, где он был провозглашён архонтом, после чего был посвящён в Элевсинские мистерии. Враги Галлиена, воспользовавшись его отсутствием, обвиняли императора в невыполнении своих обязательств. Так что Ренессанс Галлиена не нашёл поддержки у современников. Широкие круги римского общества придерживались мнения, что во время пограничных войн и узурпации есть более насущные проблемы, чем демонстрация эллинизма.

#### Галльский поход Авреола
Галлиен в 265 году предпринял повторную попытку подчинить территорию Галльской империи. Армия во главе с Авреолом пересекла Альпы и двинулась вглубь Галлии. Авреол одерживал победу за победой, но ему не удалось добиться окончательного разгрома противника из-за так называемой «неосторожности», вероятно, связанной с желанием Авреола поддержать Постума. Вся кампания была приостановлена, и ситуация осталась нерешенной.
В 266 году Галлиен в седьмой раз стал консулом. Вскоре он был вынужден уехать на Дунай, где начал войну с готами.

#### Нападение готов
В 267 году над востоком нависла серьёзная угроза готского нашествия. Началось вторжение на Балканы и в Малую Азию. Галлиен оставляет Авреола в Северной Италии, чтобы тот охранял альпийские перевалы от армии Постума. Тем временем готы, сговорившись с моряками из племени герулов, которые недавно поселились на берегу Меотийского озера, собрали в устье Днестра огромное количество людей и кораблей. Впечатляющий своими размерами флот пустился в путь, и Греция и Малая Азия вновь подверглись страшным опустошениям. Было разорено побережье Вифинии, разграблены Коринф, Спарта и Аргос. Готы повернули на север через Беотию, где они столкнулись с римской армией под руководством Маркиана. Маркиан был побежден, и варвары направились на запад, откуда шли легионы Галлиена.
Затем последовала осада Филиппополя, которая оказалась безуспешной. Галлиену удалось перехватить захватчиков, когда они возвращались на родину через Балканы (хотя враждебно настроенные критики, в частности Авторы жизнеописаний Августов, которым вторят многие современные авторы, предпочли приписать триумф его преемнику Клавдию, который получил от них неумеренные похвалы за то, что император Константин Великий назвал его своим предком). Обрушившись на растянутую колонну неприятеля, римская армия одержала полную победу, уничтожив от тридцати до пятидесяти тысяч врагов. Однако, когда вождь герулов сдался, Галлиен вновь обратился к политике умиротворения и вручил ему консульские знаки. Этот военный успех знаменовал собой перелом в Готской войне.
В том же году был убит соправитель Галлиена Оденат, и его жена Зенобия стала регентшей при семилетнем сыне Вабаллате. Он унаследовал титулы отца, но реальной властью обладала Зенобия. Пальмира в её правление откололась от империи, образовав Пальмирское царство.

## Смерть Галлиена
Вскоре Авреол начал открытое восстание, чеканя монеты Постума, призывая кавалеристов покинуть Галлиена и перейти на его сторону. Авреол, видимо, был недоволен администрацией Галлиена.
Галлиен очень быстро собрал большую армию. В начале лета 268 года император был в Северной Италии, где он столкнулся с войсками Авреола. В битве при реке Адде войска узурпатора были вынуждены отступить в Медиолан, который затем был осаждён. Против Галлиена был составлен заговор. В нём участвовали полководец Маркиан, префект претория Аврелий Гераклиан и «начальник далматов» Цероний. В заговоре принимали участие будущие императоры Клавдий и Аврелиан.

Галлиен был убит либо в июле, либо в августе или в сентябре 268 года. «История Августов» содержит достаточно подробное описание убийства Галлиена:
Хитрость была такого рода. Галлиен находился во вражде с Авреолом, который присвоил себе власть государя; он каждый день ожидал грозного и неудержимого прибытия скороспелого императора. Зная это, Марциан и Цекропий неожиданно велели передать Галлиену, что Авреол уже подходит. И вот, собрав воинов, Галлиен выступил словно на верное сражение и тут был умерщвлен подосланными убийцами.
После этого Клавдий был провозглашен императором. Галлиен был похоронен в 14 милях к югу от Рима на Via Appia.

## Реформы Галлиена
Несмотря на все печальные события, произошедшие в правление Галлиена, он сумел реорганизовать армию. Эта реформа (а особенно реформа кавалерии, так как в войнах с персами она играла большую роль) имела важное значение. Приблизительно в 264—268 годах император создал крупное формирование из тяжеловооруженных всадников, известное как Кавалерийский корпус Галлиена. Такое войско, несмотря на дороговизну его содержания (на прокорм лошади уходило столько же средств, сколько и на питание солдата), стало представлять собой не только ударную силу, но и основной резерв армии, что доселе вряд ли имело место, хотя есть вероятность, что ещё император Септимий Север пытался сделать нечто подобное. В качестве постоянного места пребывания новой армии Галлиен избрал город Медиолан (современный Милан). Согласно новой оборонительной и наступательной схеме, отныне войска размещались в крупных городах Северной Италии. Начальником корпуса был Авреол. В честь конников чеканились монеты, где упоминалось об их стремительности (лат. ALACRITATI) и преданности (лат. FIDEI EQVITVM). Начальник нового кавалерийского корпуса был при Галлиене вторым человеком в государстве. Он возвышался даже над префектами преторианской гвардии.
Реформа оказалась успешной, но после смерти Галлиена кавалерийский корпус был расформирован. Только император Диоклетиан спустя 20 лет снова начал создание похожего воинского формирования.
Кроме того, сенаторам теперь запрещалось занимать военные должности (при этом префекты из числа всадников окончательно заменяют легатов во главе легионов), упраздняются посты военных трибунов. Это случилось в 262 году. Теперь всадники стали назначаться в качестве основного руководства легионов и провинций. Наиболее преданные императору солдаты зачислялись в протекторы.

## Семья
- Валериан I — отец Галлиена, император в 253—260 годах.
- Эгнация Мариниана — мать Галлиена.
- Корнелия Салонина[71] — жена и соправительница Галлиена.
- Валериан II — старший сын Галлиена, цезарь в 256—258 годах. Умер в Мёзии.
- Салонин[72] — сын Галлиена, ставший Августом. Был убит в Галлии.
- Мариниан[73] — младший сын Галлиена, его возможный наследник. Убит в Медиолане.

## Личность
«История Августов» — источник сомнительной достоверности — даёт отнюдь не лестную характеристику Галлиену:
Рожденный только для своего брюха и удовольствий, он тратил дни и ночи на пьянство и разврат и довел дело до того, что чуть ли не двадцать тиранов опустошали весь круг земель, так что даже женщины правили лучше его. Чтобы не обойти молчанием его жалких затей, я упомяну о том, что он устраивал спальни из роз, строил укрепления из фруктов, виноградные гроздья сохранял по три года, в разгар зимы у него подавались дыни, он научил, как в течение всего года иметь молодое вино. Он всегда в несоответствующие месяцы угощал свежими зелеными фигами и фруктами, прямо с деревьев <…> По отношению к воинам… он проявлял чрезмерную жестокость: в отдельные дни он убивал по три и по четыре тысячи воинов. Он предписал, чтобы ему была поставлена статуя больше Колосса в виде Солнца, но он погиб раньше, чем она была окончена. Все же её начали делать столь огромной, что, казалось, она будет вдвое больше Колосса. Он хотел поставить её на вершине Эсквилинского холма и чтобы в её руке было копьё, по древку которого ребёнок мог бы подняться до самого верха. Но и Клавдию, и затем Аврелиану эта затея показалась глупой, тем более что он велел сделать ещё коней и колесницу в соответствии с размерами статуи и поставить их на очень высоком постаменте. Он сам готовился продолжить Фламиниев портик до Мульвийского моста, так, чтобы колонны шли в четыре или, как говорят другие, в пять рядов и чтобы первый ряд состоял из столбов, а перед собой имел колонны со статуями, а второй, третий и далее — колонны. Долго было бы передавать все его причуды; кто хочет узнать о них, пусть читает Пальфурия Суру, который составил дневник его жизни.

## Итоги правления
Правление Галлиена было самым продолжительным среди всех императоров в период кризиса III века и относительно долгим — более 15 лет. Его победы над внешними врагами помогли отчасти возродить Римскую империю и справиться с внешнеполитическим кризисом.
Галлиен ограничил сенаторам доступ к высшим военным должностям, упростив доступ к ним выходцам из простого народа, поэтому последующие историки просенатской направленности относились к Галлиену достаточно негативно. Армия уважала Галлиена, и потому Клавдий был вынужден обожествить его (лат. Divus Gallienus).
В правление Галлиена уменьшился вес ауреуса, а мелкие серебряные монеты теперь практически не содержали серебра, за исключением тонкого быстро истиравшегося верхнего слоя. Когда об обесценивании монеты стало известно гражданам, которые считали, что количество содержащегося в монетах драгоценного металла соответствует их достоинству, то все перестали принимать огромные количества по сути ничего не стоящих монет по номинальной стоимости. В результате это вызвало повышение цен в несколько раз и привело к неплатёжеспособности государства и беспримерным лишениям для народа. Ни один из узурпаторов правления Галлиена не продержался более одного года.
В результате преобразований Галлиена резко ускорился процесс отстранения сенаторов от реального управления как армией, так и провинцией. Сенат всё ещё сохраняет свой авторитет, но теперь этот авторитет опирается преимущественно на традицию. Это делало сенат ещё более беззащитным перед властью императоров, чем раньше.